# Учитель
Учи́тель/учи́тельница или педагог (др.-греч. παιδαγωγός — «тот, кто ведёт (воспитывает) детей, детово́д», от παις, παιδος — «ребёнок, дитя» αγωγος — «ведущий») — одна из самых распространённых общественных профессий, направленная на воспитание и обучение следующих поколений (шире — учащихся).
Задача учителя — открывать новую перспективу размышлениям ученика.Конфуций

## История профессии
Учительство и учителя известны с древнейших времён человечества, однако самой распространённой профессией оно стало лишь сравнительно недавно.
Первые учителя были известны еще в Древней Греции, когда была построена одна из первых систем образования. С 7 лет дети могли ходить в школы, где обучались грамоте, арифметике, музыке, пению, рисованию. Помимо школ, в которых обучали наукам, существовали специальные частные гимнастические школы — палестры.
В разные времена и в разных странах обязанность воспитания и обучения нередко возлагалась на разных людей: воспитателей, кураторов, учителей. Ещё К. Д. Ушинский напоминал учителям о первоочерёдности задачи воспитания по сравнению с обучением, указывая на то, что при иной постановке мы легко можем увлечься обучением знаниям и навыкам человека, который вследствие недостаточного или дурного воспитания обратит их во зло, при этом став даже более общественно опасным человеком, чем если бы он остался менее образованным (и приводил в качестве примера Чичикова):

«Конечно, образование ума и обогащение его познаниями много принесёт пользы, но, увы, я никак не полагаю, чтобы ботанические и зоологические познания или даже ближайшее знакомство с глубокомысленными творениями Фохта и Молешотта могли сделать гоголевского городничего честным чиновником, и совершенно убеждён, что, будь Павел Иванович Чичиков посвящён во все тайны органической химии или политической экономии, он останется тем же, весьма вредным для общества пронырой. Переменится несколько его внешность, перестанет он подкатываться к людям с ловкостью почти военного человека, примет другие манеры, другой тон, замаскируется ещё больше, так что проведёт кого-нибудь и поумнее генерала Бедрищева, но останется всё тем же вредным членом общества, даже сделается ещё вреднее, ещё неуловимее».
— Ушинский, Константин Дмитриевич
В СССР, а по наследству и в России, обе эти разные задачи (а к тому же и задачи «поддержания дисциплины», поиск «шефов» для школы, включая привлечение средств родителей и т. д.) оказались возложены на одного человека — учителя, а воспитание, согласно культурно-исторической теории (Л. С. Выготский, Т. Д. Лысенко и их последователи), зачастую сведено к рассказам о том, «что такое хорошо» (т. н. воспитывающее обучение), а не к воспитанию устойчивых привычек положительного поведения (как понимал воспитание, к примеру, А. С. Макаренко).
Многовековой опыт народной (семейной) педагогики, подкреплённый позже Я. А. Коменским, К. Д. Ушинским, А. В. Луначарским, С. Т. Шацким, А. С. Макаренко и др. определённо говорит о том, что трудовое, деятельностное воспитание, самопознание и познание мира, прежде всего средствами посильного и производительного труда,
качественно более успешно решает задачи как воспитания, так и обучения.
Ян Амос Коменский, к примеру, писал в «Великой дидактике»:

Добродетель взращивается посредством дел, но не посредством болтовни
— Коменский, Ян Амос
Ему вторил основатель колонии «Бодрая жизнь»:

«…виды и формы детского труда и его организация, претерпевая в своём развитии ряд нормальных изменений — всё к большему разнообразию в формах и большей стройности в организации, — влекут за собой соответственные изменения в социальной, эстетической и умственной жизни детей».
— Шацкий С. Т.
А первый нарком просвещения РСФСР, акад. А. В. Луначарский, подвёл окончательный итог:

«Таким образом… ребёнок должен учиться всем предметам, гуляя, коллекционируя, рисуя, фотографируя, моделируя, лепя, склеивая из картона, наблюдая растения и животных… Язык, математика, история, география, физика и химия, ботаника и зоология — все предметы преподавания не только допускают творческий активный метод преподавания, но и требуют его».
— Луначарский А. В.
Однако возможность производительного труда (до 16-летнего возраста) была законодательно изгнана из школ СССР (до 1991 г.) под предлогом как «предотвращения хищнической эксплуатации детского труда», так и того, что «обучение — это тоже труд».
Во многих странах, в том числе и в России в XXI веке наблюдается тенденция к снижению престижности педагогических профессий, и, как следствие, недооценённость учительского труда. Поскольку общественной мерой признания престижности профессии выступает материальное вознаграждение труда, то одна из причин падения статуса учителя — низкая заработная плата..
В России заработная плата учителей состоит из оклада, выплат компенсационного характера, доплат за внеурочную деятельность и стимулирующих выплат. Оклад учителя напрямую зависит от количества учеников в классе. В школах с низкой заполненностью классов учителя берут дополнительную нагрузку.
31 января 2019 года президент РФ Владимир Путин во время встречи с министром просвещения Ольгой Васильевой призвал внимательнее следить за зарплатами учителей: по мнению президента, зарплата учителей не должна опускаться ниже, чем в среднем по экономике в регионах.

## Учитель в образовательном процессе
По классификации, предложенной Е. А. Климовым, педагогическая профессия относится к группе профессий, предметом которых является другой человек. Но педагогическую профессию из ряда других выделяют, прежде всего, по образу мыслей её представителей, повышенному чувству долга и ответственности. В связи с этим педагогическая профессия стоит особняком, выделяясь в отдельную группу. Главное её отличие от других профессий типа «человек-человек» заключается в том, что она относится как к классу преобразующих, так и к классу управляющих профессий одновременно. Имея в качестве цели своей деятельности становление и преобразование личности, педагог призван управлять процессом её интеллектуального, эмоционального и физического развития, формирования её духовного мира.

### Структура готовности к педагогической деятельности
1. Сформированное педагогическое сознание: Я-концепция, В-концепция (концепция воспитанника), Д-концепция (концепция деятельности).
2. Владение педагогическими технологиями воспитания и обучения.
3. Владение педагогической техникой. Наличие педагогических способностей: коммуникативных, перцептивных, прогностических, конструктивных, дидактических, гностических, организаторских, экспрессивных.

### Классификация типов учителей
По характеру ценностных ориентаций (В. Н. Сорока-Росинский): учителя-теоретики, педагоги-реалисты (и утилитаристы), педагоги-артисты, учителя-интуитивисты.
По специфике интеллектуально-волевой сферы: интеллектуальный тип, эмоциональный тип, волевой тип, организаторский тип.
По личностным установкам (Я. Корчак): воспитатель-тиран, честолюбивый воспитатель, разумный воспитатель.
По преобладающей направленности личности: организатор, предметник, предметник-организатор, коммуникатор, учитель-интеллигент (просветитель).

### Педагогическая культура учителя
Педагогическая культура учителя — совокупность высокого уровня развития и совершенствования всех компонентов педагогической деятельности и такого же уровня развития и реализации сущностных личностных сил педагога, его способностей и возможностей.
Компоненты педагогической культуры учителя
В. А. Сластёнин выделяет следующие компоненты профессионально-педагогической культуры.
- Аксиологический компонент образован совокупностью педагогических ценностей, созданных человечеством и своеобразно включённых в целостный педагогический процесс на современном этапе развития образования.
- Технологический компонент включает в себя способы и приёмы педагогической деятельности учителя.
- Личностно-творческий компонент раскрывает механизм овладения ею и её воплощения как творческого акта[15].

Также выделяют следующие компоненты педагогической культуры учителя.
1. Ярко выражаемая устойчивая педагогическая направленность интересов и потребностей.
2. Гармоничное умственное, нравственное и эстетическое развитие.
3. Педагогическое мастерство[16].
4. Установка на постоянное самосовершенствование.
5. Культура поведения и общения, педагогический такт.
6. Личностная самостоятельность учителя.
7. Общая педагогическая эрудиция и компетентность.
8. Доброжелательность, общительность и увлечённость работой[17].

### Качества, необходимые для эффективной работы
1. Способность к эмпатии, сензитивность к интересам и потребностям воспитанников.
2. Умение придать личностную окраску преподаванию.
3. Установка на создание позитивных подкреплений для развития положительной Я-концепции у воспитанников.
4. Умение управлять собой и детьми.
5. Владение разными стилями формального и неформального общения с воспитанниками[18].
6. Эмоциональная уравновешенность, самообладание, уверенность в себе, жизнерадостность.
7. Умение регулировать конфликты ненасильственным путём.
8. Уважительное отношение к чужим традициям и верованиям.
9. Творческие способности.
10. Способность к рефлексии.

### Признаки успешности учителя
Отношение к людям
Доброжелателен. Помогает другим. Умеет слушать и слышать других и иные мнения. Не завистлив. Не стесняется спрашивать и учиться у других. Старается всё объяснять.
Отношение к себе
Чувствует себя достаточно сильным и уверенным. Старается возникающие проблемы решать, а не избегать. Берёт на себя обязательства и ответственность. Самокритичен.
Отношение к работе
Трудоспособен и организован. На всех хватает времени. Ищет решения и возможности их реализации. Испытывает ответственность за всю работу в целом, а не только за свой участок.
Творчество, гибкость
Знает, где и когда нужно бороться, а когда отступить. Сам себе задаёт темп работы. Использует время рационально. Не боится ошибиться в поисках лучшего. Занимается самообразованием.

### Виды индивидуальных стилей педагогической деятельности
- Эмоционально-импровизационный.
- Эмоционально-методичный.
- Рассуждающе-импровизационный.
- Рассуждающе-методичный.

### Педагог, предпочитаемый детьми
1. Личностные качества: доброта, жизнерадостность, уравновешенность, дружеская расположенность, умение понять и доверять, уважение к личности и человеческому достоинству; терпимость, тактичность, чувство юмора, любовь к детям.
2. Организаторские качества: демократичность, коллегиальность и сотрудничество, справедливость, последовательность, стремление помочь, энтузиазм, ответственность.
3. Деловые качества: знание своего предмета, умение заинтересовать, умение ясно и интересно объяснять, интерес (любовь) к своему предмету.
4. Внешний вид: хорошо одет, приятный голос, общая привлекательность[19].

## Пути и формы овладения педагогической профессией

### Содержание и структура овладения педагогической профессией
Характеристика системы профессионального педагогического образования в России
В настоящее время в России существует многоуровневая система педагогического образования, которая совмещает в себе две концептуальные основы. Первая основа — это концепция светского образования, в русле которой развивается большинство учреждений высшего и среднего профессионального педагогического образования. Вторая концептуальная основа — это многоуровневое образование, которое существует на западе и пытается привиться в России. Подготовка педагогов в России ведётся в средних и высших профессиональных заведениях. Как и в советское время, профессиональная ориентация в области педагогического образования осуществляется ещё в школе, где существуют педагогические классы, которые, не давая профессионального образования, ориентируют учащихся на овладение будущей профессией. Помимо общеобразовательных дисциплин в учебный план входят дисциплины психолого-педагогического цикла.
Педагогические колледжи
Первой ступенью профессионального педагогического образования в России на данный момент являются педагогические колледжи, которые направлены на получение среднего профессионального образования. Обучение в них проходит в сроки от 2 до 3,5 лет. Педагогические колледжи готовят педагогов для дошкольных учреждений и педагогов для начальной школы. Набор специальностей разнообразен. Среди них педагоги по рисованию, воспитатели дошкольных учреждений, педагоги для воспитания и обучения детей с отклонениями в развитии в дошкольных учреждениях и в начальной школе и др.
Высшие учебные заведения
Второй ступенью профессионального педагогического образования являются высшие учебные заведения. Высшее педагогическое образование можно получить как в специализированных высших педагогических учебных заведениях, так и в высших учебных заведениях, в которых осуществляется подготовка психологов и педагогов. Среди них социальные университеты, университеты и др. Специальности, получаемые в высших педагогических учебных заведениях многообразны.
Бакалавры и магистры
Во многих высших учебных заведениях введена многоуровневая подготовка специалистов. Первый уровень — это бакалавры, которые обучаются 4 года и в целом осваивают педагогическую специальность по избранному направлению и имеют право работать педагогами в разных учебных заведениях. Второй уровень — подготовка магистров, которая осуществляется за 2 года и имеет целью подготовить специалиста, способного решать многообразные педагогические проблемы и заниматься научно-исследовательской деятельностью.
Аспирантура
Третьим уровнем подготовки педагога в настоящее время является аспирантура и докторантура, в которых готовятся научно-педагогические кадры высшей квалификации для решения задач подготовки педагогов в высших учебных заведениях.
Многоуровневая система образования
Болонский процесс — процесс сближения и гармонизации систем образования стран Европы в рамках Болонского соглашения, с целью создания единого европейского пространства высшего образования. Россия присоединилась к Болонскому процессу в сентябре 2003 года на берлинской встрече министров образования европейских стран. Проблемы многоуровневого образования являются сложнейшими и многоаспектными. До сих пор ещё полностью не определены пути введения многоуровневой системы образования. Многие исследователи и государственные институты предлагают свои модели многоуровневого образования, которые направлены на адаптацию системы многоуровневого образования, давно развивающейся на Западе, к условиям российского образования.
Бакалавр и магистр в образовании
Студент, который учится на бакалавра, осваивает программу в 4 года и получает диплом, который позволяет ему заниматься воспитанием и обучением во всех типах образовательных учреждений по полученной им специальности. Человек, который хочет получить диплом магистра, уже должен получить диплом бакалавра и учиться ещё 2—3 года, чтобы получить диплом магистра, который позволяет ему осуществлять те же функции, что и бакалавр, но, при этом, заниматься научно-исследовательской и руководящей работой в любых образовательных учреждениях.
Можно выделить следующие уровни профессиональной подготовки педагога, существующие в настоящее время:
- уровень профессиональной ориентации (педагогические классы школы);
- среднее профессиональное образование (педагогические колледжи);
- высшее профессиональное образование (высшие учебные заведения);
- подготовка научно-педагогических кадров для высшего профессионального образования (аспирантура, докторантура).

### Роль и место самообразования и самовоспитания в становлении педагога-профессионала
Методы самовоспитания
- самонаблюдение (режиссура поведения учителя[18]);
- самоанализ;
- самоприказ;
- самоотчёт;
- самоодобрение;
- самоосуждение;
- самонаказание;
- рефлексия и др.

Условия эффективности самовоспитания
- педагогическая помощь и руководство;
- осознание воспитанниками необходимости в самовоспитании и стремление овладеть его технологией;
- взаимодействие воспитания и самовоспитания;
- активная деятельность воспитанников.

Пути самовоспитания педагога
- Социальные требования к личности.
- Самопознание (восприятие внешних оценок и воздействий, самоанализ, самооценка).
- Планирование работы над собой (перспектива — цель, постановка задач, составление программы).
- Реализация программы — Готовность — психологическая (мотив, интерес, установка, положительная личностная Я-концепция).
- Практическая готовность (знания, умения, навыки).
- Самоконтроль и самокоррекция[19].

Самопознание
Процесс самопрограммирования развития личности не что иное, как материализация собственного прогноза о возможном усовершенствовании своей личности. Построению программы самовоспитания обычно предшествует выработка системы правил жизни, которые постепенно становятся принципами поведения и деятельности личности. Например, никогда и никуда не опаздывать; никогда и никому не отвечать односложно: «да», «нет» — искать другие формы ответа; никогда и никому не отказывать в помощи и т. п. Наряду с программой самовоспитания можно составить и план работы над собой: план-максимум на большой отрезок времени и план-минимум (на день, неделю, месяц).
Самовоздействие
Средства и способы самовоздействия бесконечно разнообразны. Учитывая особенности своей личности и конкретные условия, каждый человек выбирает их оптимальное сочетание. Особое место в ряду средств самовоспитания занимают средства управления своим психическим состоянием, то есть средства саморегуляции. К ним относятся разного рода приёмы отключения, самоотвлечения, расслабления мышц (релаксации), а также самоубеждения, самоприказ, самоконтроль, самовнушение и др. В последние годы, благодаря широкой популяризации, всё чаще используются методы и приёмы целенаправленного самовнушения с помощью специальных словесных формул — аутотренинг.

### Комментарии
1. ↑  Зарплата школьного учителя в Германии XVI в. составляла 50 флоринов в год[12]. По курсу цены на золото 2020 года это составляет примерно 500 тыс. руб.

### Сноски
1. ↑  Этимологический словарь Крылова Г. А.
2. ↑  Этимологический словарь Успенского Л. В.
3. ↑  Этимологический словарь русского языка Шанского Н. М.
4. ↑  Коджаспирова Г. М. История образования и педагогической мысли: таблицы, схемы, опорные конспекты. — М., 2003. — С. 16
5. ↑  Ушинский К. Д. Педагогические соч. в 6-ти т. — Т. 2. — М., 1988. — С. 30
6. ↑  Коменский Я. А. Великая дидактика, гл. XIII).
7. ↑  Шацкий С. Т. Пед. соч, Т. 1, с. 298).
8. ↑  Цит. по Луначарский А. В. Основные принципы единой трудовой школы // Народное образование, 1999, № 10.
9. ↑  Кушнир А. М. Пора исправить трагическую ошибку КПСС в воспитании! // Альманах Макаренко, 2008 г., № 1 Архивная копия от 6 марта 2016 на Wayback Machine
10. ↑  Гнусарькова М.А. Престиж профессии — учитель. Дата обращения: 15 декабря 2015. Архивировано 22 декабря 2015 года.
11. ↑  Ирина Резник. Спасти учителя. Газета.Ru (5 ноября 2013). Дата обращения: 15 декабря 2015. Архивировано 22 декабря 2015 года.
12. ↑  Харрингтон, 2020, с. 264.
13. ↑  Алла Салмина. Зарплата учителей выросла за счёт нагрузки. Российская газета (25 марта 2014). Дата обращения: 15 декабря 2015. Архивировано 22 декабря 2015 года.
14. ↑  Путин призвал перестать нахваливать учителей и вспомнить о зарплатах // Лента.ру. Архивировано 20 октября 2020 года.
15. 1 2 3  Педагогика: Учебное пособие / Под ред. В. А. Сластёнина. — М., 2004.
16. ↑  Букатов В. М. Педагогические таинства дидактических игр: учебно-методическое пособие. — 2-е изд, испр. и доп. — М., 2003. — 152 с.: ил.
17. ↑  Ершов П. М., Ершова А. П., Букатов В. М. Общение на уроке, или Режиссура поведения учителя. — 2-е изд., перераб. и дополн. — М., 1998. — 336 с.
18. 1 2  Ершова А. П., Букатов В. М. Режиссура урока, общения и поведения учителя. — 4-е изд., перераб. и дополн. — М., 2010. — 344 с.: ил.
19. 1 2  Коджаспирова Г. М. Педагогика в схемах, таблицах и опорных конспектах. — М., 2008.